# Yared Zenabu
Yared Zenabu est un joueur éthiopien de football évoluant au poste de milieu de terrain au sein du club de Saint-George SA.

## Carrière
Il commence sa carrière lors de la saison 2005-2006 au club d'Awassa City FC. En 2010, il est transféré dans le plus prestigieux club d'Éthiopie, Saint-George SA.
En janvier 2013, il est appelé par le sélectionneur Sewnet Bishaw pour faire partie du groupe des 23 joueurs participants à la phase finale de la Coupe d'Afrique des nations 2013. 

## Palmarès
- Championnat d'Éthiopie :
  - Vainqueur en 2006-2007 avec Awassa City FC et en 2011-2012 avec Saint-George SA

- Coupe d'Éthiopie :
  - Vainqueur en 2011
  - Finaliste en 2008